# El Silencio (Panama)
El Silencio ist ein Corregimiento des Bezirks Changuinola in der Provinz Bocas del Toro in Panama. Bei der Volkszählung im Jahr 2023 hatte es 3839 Einwohner. Das Corregimiento erstreckt sich über eine Fläche von 51,9 km².
Das Corregimiento wurden durch Gesetz Nr. 39 vom 8. Juni 2015 geschaffen.

## Orte
Im Corregimiento El Silencio befinden sich folgende Orte:
- Charagre
- El Silencio
- La Hortaliza
- Quebrada Carbón No.1
- Quebrada Carbón No.2
- Quebrada Yorkin
- Santa Marta de Yorkin